# Port de Vuosaari
 (septembre 2011).

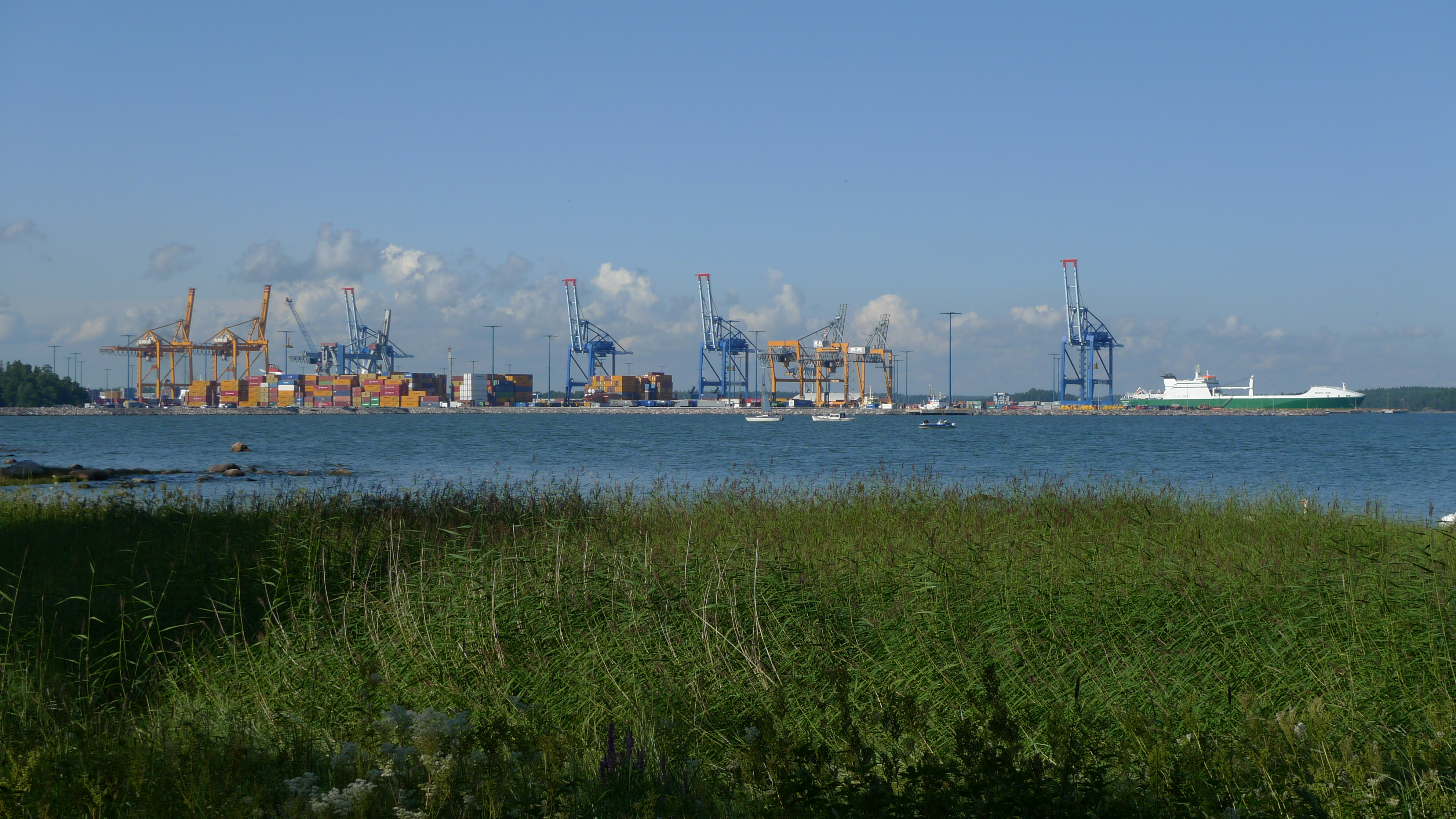
Port de Vuosaari 2009.

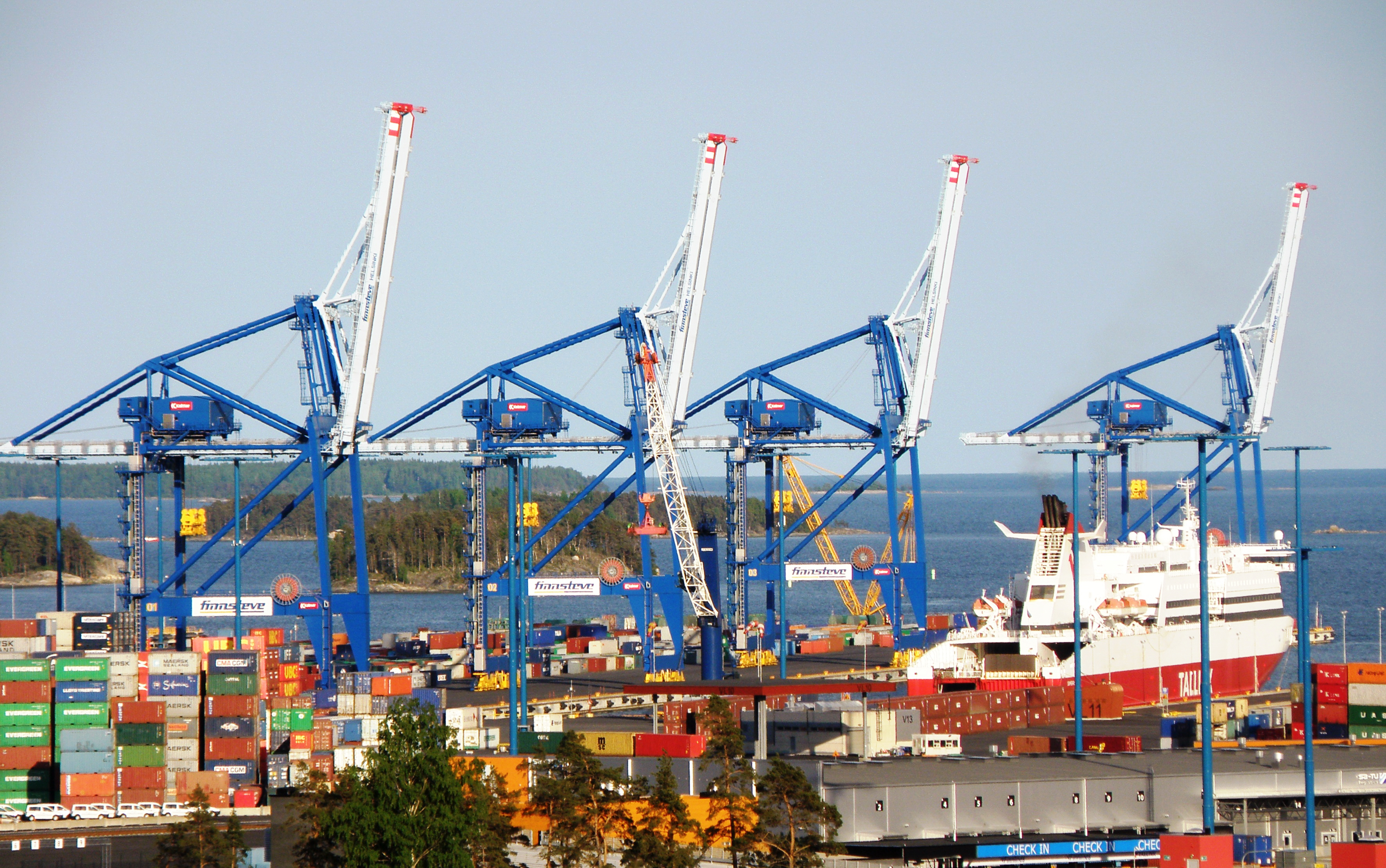
Port de Vuosaari 2009.

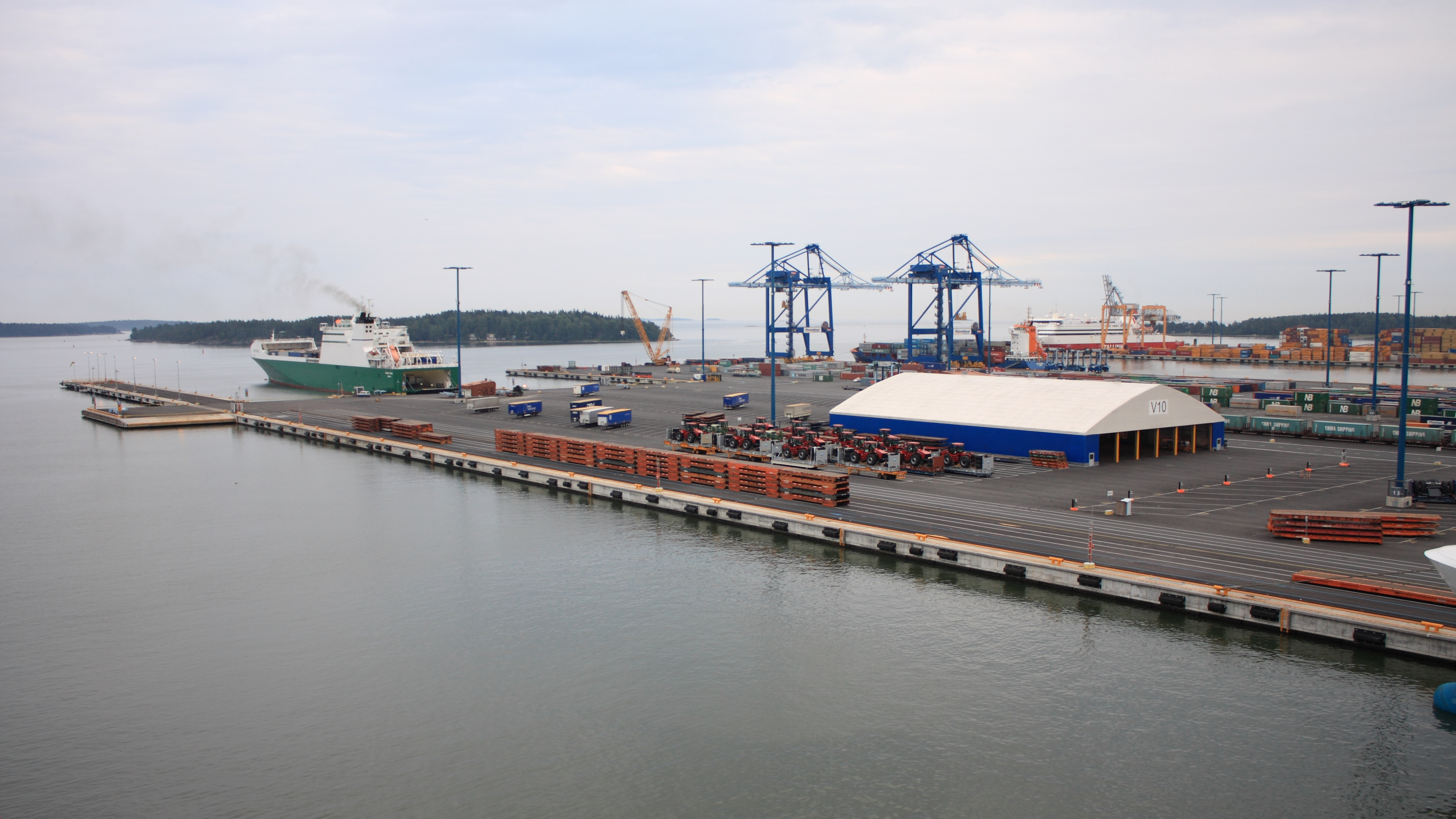
Port de Vuosaari 2009.

Le port de Vuosaari (finnois : Vuosaaren satama, suédois : Nordsjö hamn) est un terminal portuaire du port d'Helsinki situé dans le quartier Vuosaari à Helsinki.
Le port sert la région de la capitale (et le reste de la Finlande) notamment pour le trafic des conteneurs et des remorques de camion. 

## Les besoins et la situation
La pose de la première pierre a été effectuée le 7 janvier 2003  et les travaux se sont terminés en 2008.
Le port remplace les ports de Sörnäinen, de Länsisatama et de Laajasalo.
Le projet portuaire de Vuosaari a été justifié par le fait que la capacité des anciens ports n'était plus suffisante après 2010, et leurs agrandissements en plein centre d'Helsinki auraient été difficiles. 
Le déplacement du port depuis le centre ville a libéré des espaces pour les habitations et des bureaux. 
Vuosaari a été choisi plutôt que son alternative Kirkkonummi. 
D'autre part, déplacer la totalité du trafic de marchandises à Kotka ou à Hamina, les grands ports de l'Est aurait eu l'inconvénient d'avoir a remporter vers  la capitale une grande partie des marchandises

## Soutien logistique dans le transport de marchandises unitaires
Il y a plusieurs projets en concurrence pour la manutention des marchandises unitaires (emballées) comme le centre de logistique de Kerava, le centre de logistique de Nostava à Hollola et le projet de centre de logistique de Riihimäki.

## Développement
La superficie du port est 150 hectares. 
Pour l'usage des porte-conteneurs le port offre 1 500 mètres de quai, et 15 places de quai pour les rouliers.
En 1970, Valmet a construit un chantier naval qui se situait au milieu de l'espace portuaire actuel de Vuosaari pour remplacer l'ancien chantier de Katajanokka. 
Plus tard ce chantier est devenu la propriété de l'industriel naval Wärtsilä qui a cessé son activité en 1987.

## Les premiers navires
Le premier navire à utiliser le port de Vuosaari fut le M/S Nora venu charger des propulseurs azimutaux Azipod, pesant 200 tonnes/pièce. 
Le premier navire à décharger des marchandises à Vuosaari est Le M/S Black Sea, le 18 juin 2007, qui apporte d'Espagne 2 600 tonnes de rails pour l'infrastructure portuaire. 
C'est le premier déchargement de Steveco Oy à Helsinki.
Le trafic régulier à Vuosaari a débuté le 24 novembre en 2008 marquant la fin des activités du port de Sörnäinen.

## Les moyens d'accès
Le trafic routier dessert le port via la nouvelle autoroute 103. Elle est la continuité du périphérique  III de la capitale. 
Le périphérique  III permet aussi d'accéder aux routes nationales 1, 3, 4 et 7. 
Le passage à niveau de Västersundom sur le périphérique  III permet l'accès au réseau international des routes européennes.
La route menant au port possède le deuxième plus long tunnel de Finlande. 
Dans les cas d'incidents, la circulation par le tunnel peut être déroutée sur le réseau de rues partant de l'Itäväylä jusqu'au port. 
Cet itinéraire bis a déjà été utilisé depuis l'ouverture du terminal, en raison de problèmes apparus au système de surveillance automatique de la circulation.
On a construit une nouvelle voie ferrée de Savio à Kerava vers le port de Vuosaari.
Le chenal maritime qui mène au port à partir du phare de Helsinki fait 32 km de long, 11 m de profondeur et une largeur minimale de 200 mètres.

## Les critiques
De nombreuses critiques ont été formulées à l'encontre du port de Vuosaari, notamment concernant les  frais engendrés (estimés à 468 millions d'euros), ses effets néfastes à l'environnement et son manque d'utilité (la région de la capitale a besoin d'un élargissement portuaire, mais le port de Kantvik  aurait pu également servir au projet). 
Le terminal de Vuosaari devrait cependant se révéler bénéfique à l'économie de la capitale. La ville de Helsinki  présentait récemment un solde migratoire déficitaire ; l'organisation du port libère de l'espace pour la construction d'habitations à des prix plus avantageux, ce qui devrait influencer le nombre d'habitants, au cœur même de la ville.
La haute cour de conseil d'administration a rejeté la dernière plainte le 24 octobre 2002 et a permis la construction du port.